# Stübenwasen

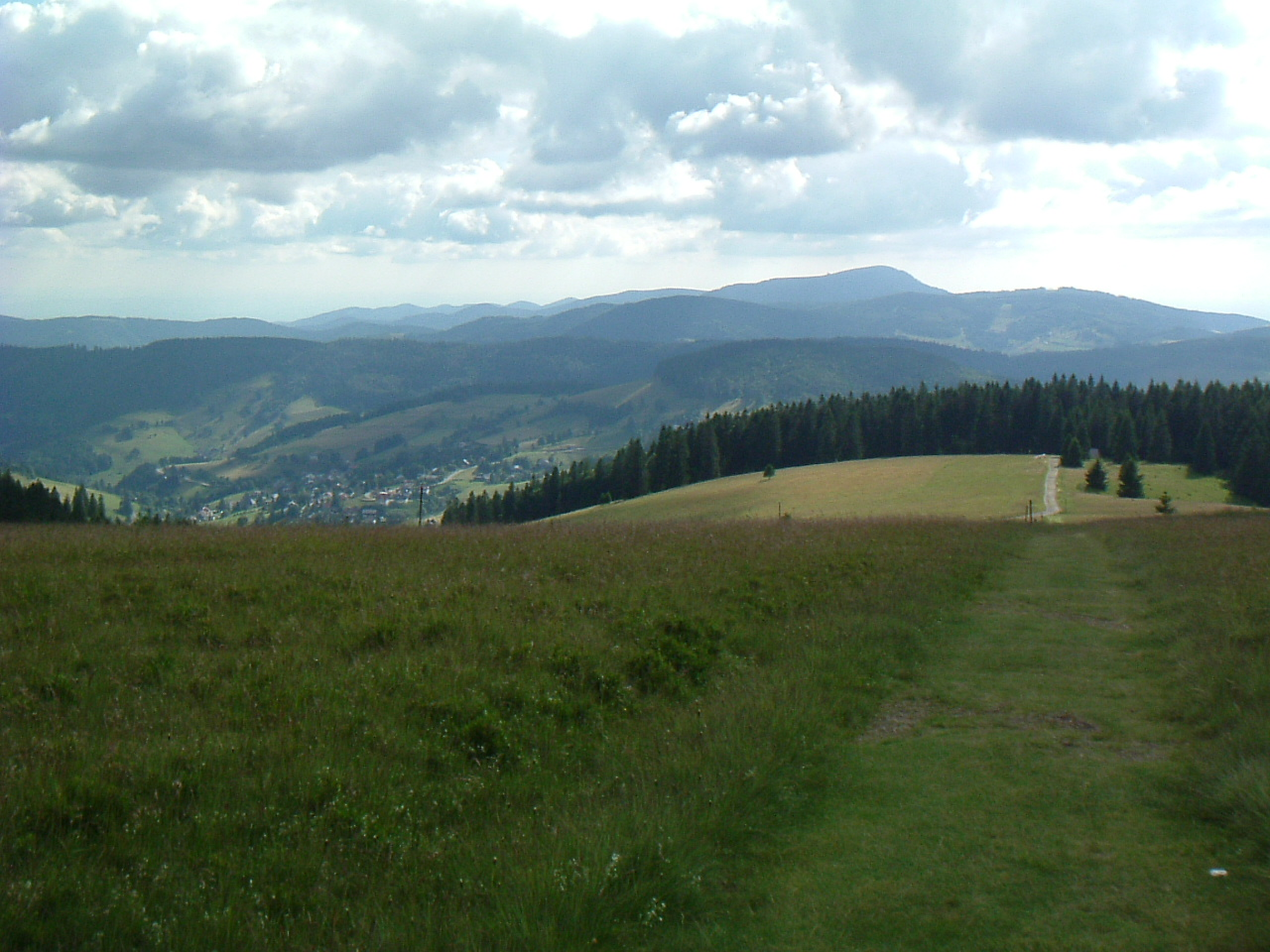
Blick vom Stübenwasen auf Todtnauberg und den Belchen

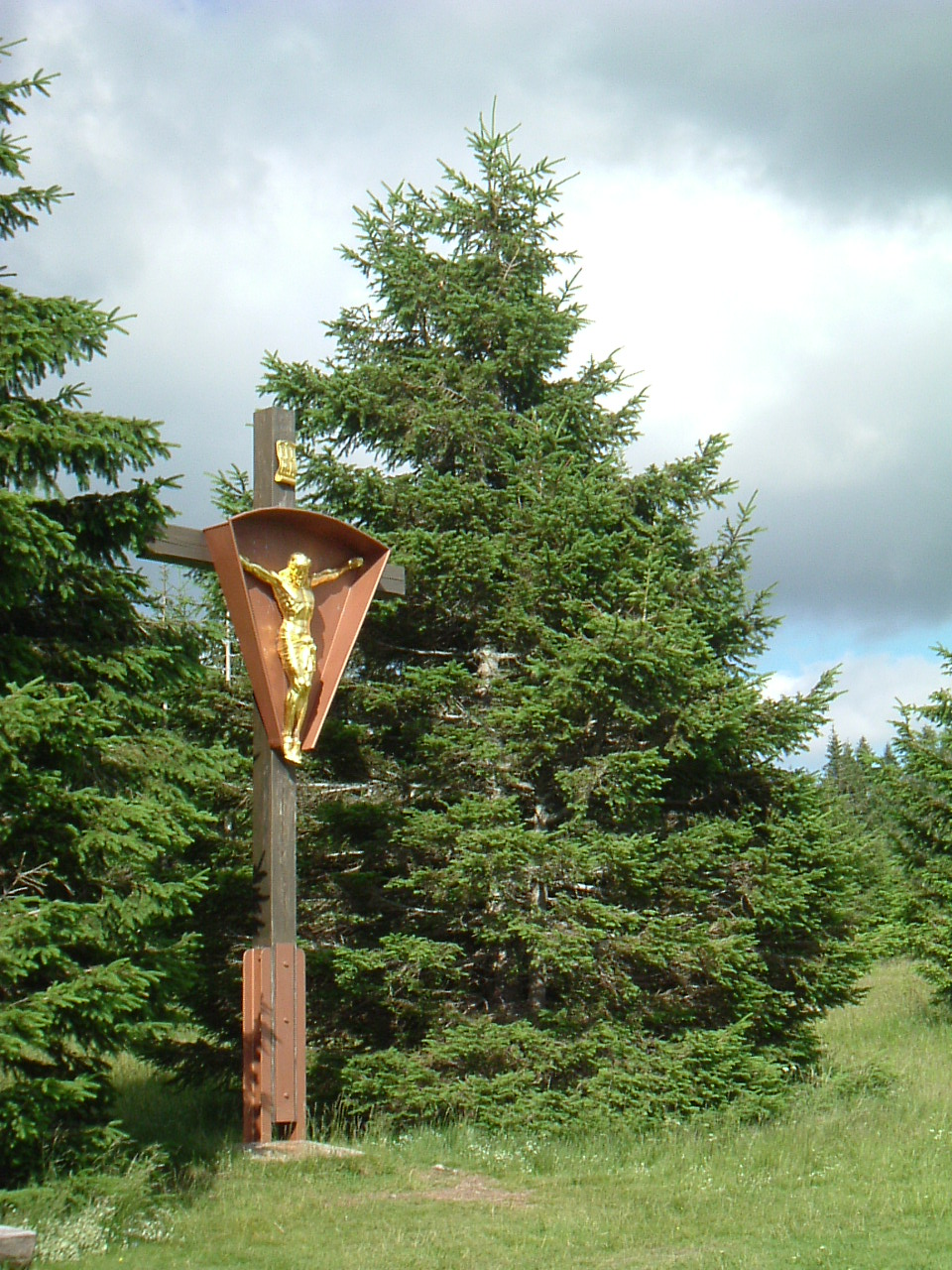
Stübenwasenkreuz

Der Stübenwasen ist mit 1388,8 m ü. NHN der sechsthöchste Berg im Schwarzwald, nach dem Feldberg (1493 m ü. NHN), dem Baldenweger Buck (1460,5 m ü. NHN), dem Seebuck (1449,3 m ü. NHN), dem Herzogenhorn (1415,6 m ü. NHN) und dem Belchen (1414,2 m ü. NHN). Er bildet die höchste Erhebung des Rückens zwischen Schauinsland und Feldberg und ist von letzterem nur durch einen breiten Sattel getrennt. Nördlich liegt das St. Wilhelmer Tal, südlich das Wiesental mit Todtnau und Todtnauberg.

## Botanik, Nutzung
Der Stübenwasengipfel ist nicht bewaldet. Die scharfen Übergänge zum Wald zeigen aber, dass es sich nicht um eine natürliche Waldgrenze handelt. Allein aufgrund der Höhe wäre der Stübenwasen nicht waldfrei, eine Waldgrenze wäre hier etwa 100 km nördlich der nächstgelegenen Nordalpengipfel etwa auf einer Höhe von 1.650–1700 m zu erwarten. Die Hochflächen werden im Sommer als Viehweide, im Winter als Skigebiet genutzt.

## Tourismus
Der Stübenwasen ist dementsprechend touristisch stark erschlossen, obwohl er nicht, wie etwa der Feldberg oder der Kandel, mit dem Auto zu erreichen ist. Westlich des Gipfels steht seit 1935 das Berggasthaus Stübenwasen (1270 m). Es ist im Sommer über den Wanderweg zwischen Feldberg und Notschrei und im Winter über die Stübenwasenspur erreichbar. Zudem führen Lifte von Todtnauberg aus auf den Stübenwasen, der Stübenwasenlift (1000 m lang, von 1100 m auf 1350 m) und der Stübenwasen-Gipfellift (400 m lang, von 1330 m auf 1370 m).
Viele Besucher überschreiten den Gipfel des Stübenwasens auf dem Weg zum oder vom Feldberg. So führt auch der Westweg (10. Etappe der westlichen Variante) über den Berg.